# اشتیخان
اِشتیخان (ازبکی: Ishtixon) شهری است در استان سمرقند ازبکستان. این شهر مرکز شهرستان اشتیخان است.
نام اشتیخان از زبان سغدی و به معنی سه‌چشمه است. اشتیخان را اشتیخانی هم نوشته‌اند و در سغدی اشتیخانچ می‌گفتند که در آن «آشتی» به معنی سه، «خان» به معنی چشمه، و پسوند -چ پسوند نسبی است.
در کتاب لسترنج دربارهٔ آن آمده‌است: در هفت فرسخی شمال سمرقند، شهری بود به نام «اشتیخان» که ارگ و ربض و چندین نهر داشت و آن را از رود سغد جدا کرده بودند. این شهر به کثرت مزارع معروف بود. اصطخری به مناسبت حاصلخیزی آن را «قلب سغد» نامیده است.

## جغرافیا
درازای رستاق اشتیخان (اشتخن) پنج روز راه و پهنای آن یک روز راه بوده. کوه‌های ساغرج مرز شمال شرقی آن را تشکیل می‌داده. به گفته سمعانی و یاقوت قریه‌ای از حومه اشتیخان که در ۵ فرسخی سمرقند بوده چنین نامیده می‌شده. شهر افرینکث یا فرنکث [فرونکث. «حدود العالم»] یعنی فرنکنت یا پرنکنت کنونی- که در قرن اول ه. توسط افرون برادر غورک، ملک سمرقند، بنا شده بوده نیز در همین محل قرار داشته. رستاق کشانی از لحاظ عرض با رستاق اشتیخان برابر بوده (مقدسی حتی عرض آن را دو روز راه برآورد کرده بوده) ولی از حیث طول به‌پای آن نمی‌رسیده (فقط دو منزل راه). شهر کشانی آبادترین مرکز سغد شمرده می‌شده (البته بعد از سمرقند). استخری مسافت اشتخن و کشانی را تا شهرهائی که بر شاهراه سمرقند- بخارا قرار داشتند- به شرح زیر ذکر می‌کند: از اشتیخان تا زرمان یک فرسخ و از کشانی تا ربنجن یا اربنجن ۲ فرسخ.

## پیشینه
در قدیم در شمال غربی سمرقند رستاقهای اشتخن و کشانی وجود داشته که واحد اداری جداگانه‌ای را تشکیل می‌داده و بدین سبب جزو رستاق‌های سمرقند نبوده‌اند. از سمرقند تا اشتیخان هفت فرسخ و از اشتخن تا کشانی یک منزل یا ۵ فرسخ حساب می‌کردند. سمعانی و یاقوت نیز فاصله بین سمرقند و کشانی را دوازده فرسخ می‌شمرند. اریق (نهر) اشتیخان در غوبار از زرافشان متفرع می‌گردیده. چنان‌که می‌دانیم روستای اشتیخان اکنون نیز وجود دارد. در قرن دهم م. (چهارم هجری) اشتخن شهر مهمی بوده مرکب از شهرستان و کهن‌دژ و ربض. در قرن هشتم پس از اشغال سمرقند از طرف اعراب اشخیدان سغدی پایتخت خویش را به این محل منتقل کردند. درآمد بازارهای اشتیخان و درآمد برخی از روستاها به عجیف بن عنبسه سردار سپاه که نام وی در «تاریخ خلفا» آمده- تعلق داشته است؛ و معتصم خلیفه املاک مزبور را ضبط و مصادره کرد؛ و معتمد خلیفه (۸۹۲–۸۷۰ م. ۲۷۹–۲۵۷ ه) عواید مزبور را در اختیار محمد بن طاهر امیر خراسان ۲۶۰–۲۴۸ گذاشت.